# Livija
Livija je žensko osebno ime.

## Izvor imena
Ime Livija izhaja iz latinskega imena Livia, ki je ženska oblika imena Livius, kakor se je tudi imenovala rimska rodbina. Izvor imena Livius še ni zadovoljivo pojasnen. Nekatri ga povezujejo z latinskimi besedami lividus v pomenu »sinji, moder, zavidljiv« in livor v pomenu »sinja barva, modrina; zavist« 

## Različice imena
- ženske oblike imena: Liva, Livia, Liviana, Livijana, Livjana
- moške oblike imena: Livio, Livij, Livijano, Livijo, Livio, Livjo

## Tujejezikovne oblike imena
- pri Čehih Livia
- pri Italijanih: Livia
- pri Madžarih: Livia
- pri Poljakih: Liwia

## Pogostost imena
Po podatkih Statističnega urada Republike Slovenije je bilo na dan 31. decembra 2007 v Sloveniji število ženskih oseb z imenom Livija: 93.

## Osebni praznik
V koledarju je ime Livija zapisano k imenu Olivija; god praznuje 5. marca (Olivija, italijanska mučenka, umrla v 2. stoletju) 